# Лизогубовка (Харьковская область)
Лизогубовка, в 19 веке также Лизогубка (укр. Лизогубівка) — село в Харьковском районе Харьковской области Украины. Является административным центром Лизогубовского сельского совета, в который, кроме того, входят сёла Кирсаново, Темновка, Хмаровка и Шубино.
Код КОАТУУ — 6325181501. Население по переписи 2001 года составляет 1439 (664/775 м/ж) человек.

## Географическое положение
Село Лизогубовка находится в 25 км от Харькова на правом берегу реки Рудка в месте впадения её в реку Уды (левый приток), ниже по течению примыкает село Хмаровка, на противоположном берегу — село Терновая (Чугуевский район). В 6,5 км находится ж.д. станция Васищево.
К селу примыкает лесной массив (сосна).

## История
- 1783 год — дата основания.[4]
- В 1920-х-1930-х годах Архангело-Михайловский храм в Лизогубовке был канонично православным и принадлежал Харьковской и Ахтырской епархии РПЦ[5]; священником в 1932 году был Нигровский, Василий Владимирович, 1873 года рождения.[5]
- В  1940 году, перед ВОВ, в Лизогубовке было 298 дворов, два озера, православная церковь, ветряная мельница и сельсовет.[6]
- Середина октября 1941 - село оккупировано вермахтом.
- Конец августа 1943 - дата освобождения от немецкой оккупации.
- В 1966 году население составляло 1510 человек; здесь действовали восьмилетняя школа, библиотека, клуб.

## Объекты социальной сферы
- Школа.
- Клуб.
- Медпункт
- Кафе

## Достопримечательности
- Братская могила советских воинов, погибших в 1941-43 годах. Похоронены 292 воина.

## Религия
- Церковь Михаила Архангела (краснокирпичный стиль, XIX век, в Кирсаново).